# Leszek Swornowski
Leszek Swornowski (Breslavia, 28 marzo 1955) è un ex schermidore polacco, vincitore di una medaglia d'argento nella scherma ai giochi olimpici.